# 5406 Jonjoseph
5406 Jonjoseph è un asteroide della fascia principale. Scoperto nel 1991, presenta un'orbita caratterizzata da un semiasse maggiore pari a 2,6679752 UA e da un'eccentricità di 0,1188448, inclinata di 6,12228° rispetto all'eclittica.